# حسینیه حاج نایب
حسینیه حاج نایب مربوط به دوره قاجار است و در شهرستان کاشان، بخش مرکزی، شهر کاشان، فین بزرگ، محله حاج نایب واقع شده و این اثر در تاریخ ۱۵ دی ۱۳۸۷ با شمارهٔ ثبت ۲۴۰۲۸ به‌عنوان یکی از آثار ملی ایران به ثبت رسیده است.